# Anton Cebej
Anton Cebej (Aidussina, 25 maggio 1722 – 1774) è stato un pittore sloveno.

## Biografia

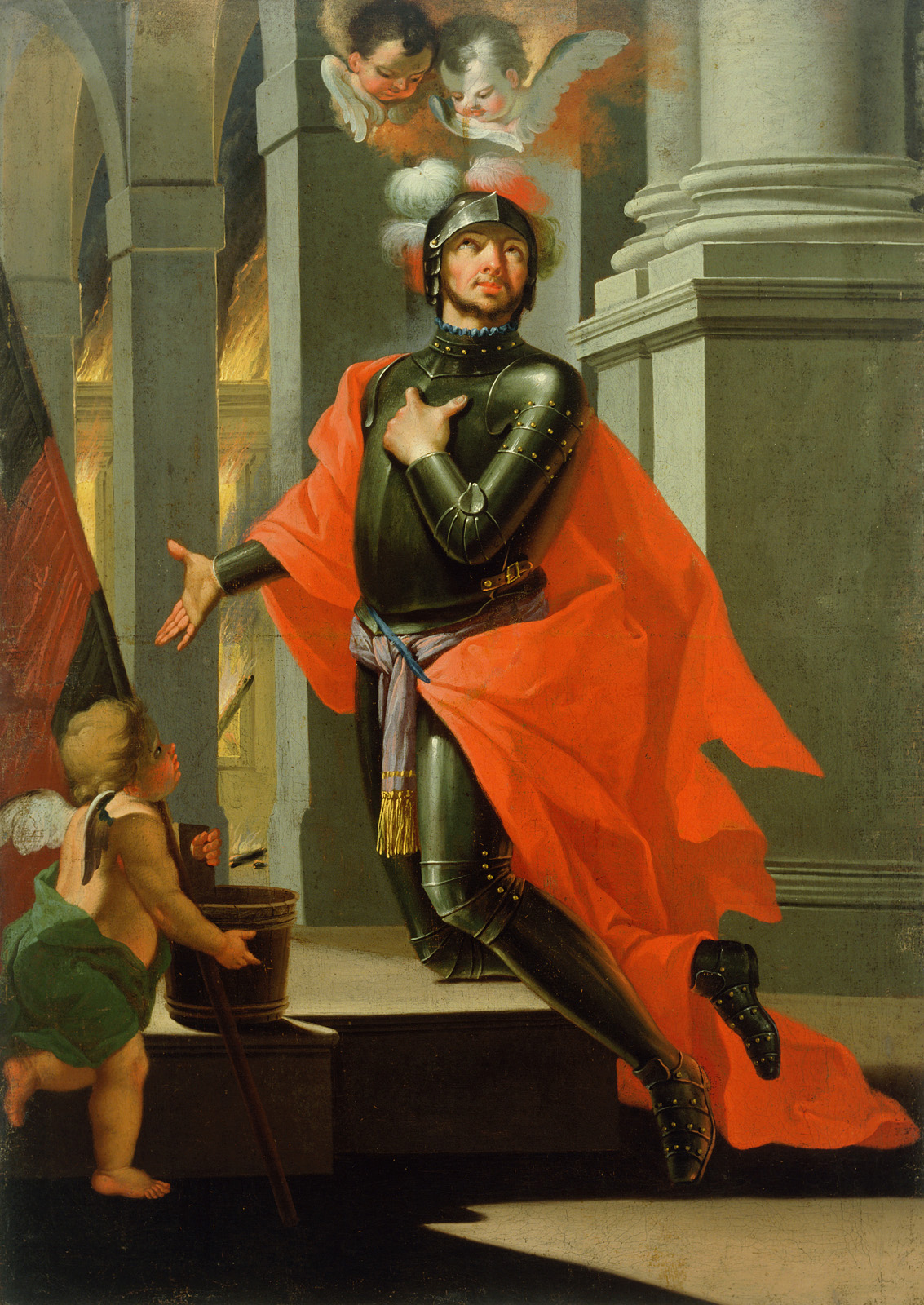
San Floriano (1765 circa), olio su tela, 106 x 77 cm, Lubiana, Galleria nazionale della Slovenia

Le notizie su questo pittore sono scarse. Fu uno dei quattro esponenti principali del Barocco lubianese e il principale rappresentante del rococò sloveno. Apprese il mestiere nel laboratorio di Valentin Metzinger e seppe dipingere in egual modo sia a fresco sia a olio.

## Opere
La Galleria nazionale della Slovenia conserva le seguenti opere di Cebej:
- San Floriano (1765 circa)
- San Leopoldo (1765 circa)
- Sant'Ulrico (1765 circa)
- Corpus Christi (1761−1765)
- Il sangue della Salvazione (1761−1765)